# Al Waxman
Albert Samuel Waxman, più noto come Al Waxman (Toronto, 2 marzo 1935 – Toronto, 18 gennaio 2001), è stato un attore e regista canadese con all'attivo oltre 300 produzioni radiofoniche, televisive, cinematografiche e teatrali.
È noto soprattutto per i suoi ruoli da protagonista nelle serie televisive King of Kensington (CBC) e Cagney & Lacey (CBS).

## Filmografia

### Cinema
- Tulips, regia di Rex Bromfield, Mark Warren e Al Waxman (1981)
- Classe 1984 (Class of 1984), regia di Mark L. Lester (1982)
- Meatballs - Porcelloni in vacanza (Meatballs III: Summer Job), regia di George Mendeluk (1986)
- Cambio marito (Switching Channels), regia di Ted Kotcheff (1987)
- Omicidio incrociato (The Hitman), regia di Aaron Norris (1991)
- I dinamitardi (Live Wire), regia di Christian Duguay (1992)
- Questa è la mia famiglia (What Makes a Family), regia di Maggie Greenwald (2000)

### Televisione
- Ben Casey – serie TV, episodio 5x12 (1965)
- King of Kensington – serie TV, 110 episodi (1975-1980)
- New York New York (Cagney & Lacey) – serie TV (1981-1988)
- Alfred Hitchcock presenta (Alfred Hitchcock Presents) – serie TV, un episodio (1988)
- La signora in giallo (Murder, She Wrote) – serie TV, episodio 6x06 (1989)
- Gotti, regia di Robert Harmon – film TV (1996)
- Un serial killer a New York (Naked City: A Killer Christmas), regia di Peter Bogdanovich – film TV (1998)
- American Spy (In the Company of Spies), regia di Tim Matheson – film TV (1999)
- Judy Garland (Life with Judy Garland: Me and My Shadows) – serie TV (2001)

## Doppiatori italiani
Nelle versioni in italiano delle opere in cui ha recitato, Al Waxman è stato doppiato da:
- Renato Mori in Classe 1984, Alfred Hitchcock Presenta
- Sergio Fiorentini in New York New York (st. 3-6)
- Sergio Rossi in Cambio marito
- Silvio Anselmo in La signora in giallo
- Marcello Tusco in Omicidio incrociato
- Dario De Grassi ne I dinamitardi
- Sergio Tedesco in Gotti
- Rino Bolognesi in Un serial killer a New York
- Riccardo Rovatti in Judy Garland
- Goffredo Matassi in Aquile d'acciaio 4